# عقال
العِقَال (الجمع: عُقُل) هو قطعة من الزي العربي التي يرتديها الرجال في الجزيرة العربية، الساحل الشرقي للخليج العربي، الأحواز والعراق وبلاد الشام ومصر وليبيا وتونس الجزائر وهو جزء من اللباس الشعبي للرجل، ويصنع عادة من صوف الماعز. ويلبس فوق الشماغ أو الغترة. لا يوجد اتفاق علمي على تاريخ نشوء العقال بصورته الحالية، مع أن أقدم الإشارات المكتوبة عن ارتداء العقال تظهر بأنها من شمال الجزيرة العربية في أوائل القرن الثامن عشر (1700 م /1100 هـ).

## صناعته
يصنع العقال عادة من خيوط منسوجة من صوف الماعز وهو المشهور عند العرب في الأزمنة السابقة، فيما تطورت صناعة العقال بحيث دخل استخدام الخيوط المنسوجة من القطن والحرير. في الوقت الذي ما زالت صناعة العقال متشبثة بالطرق اليدوية التقليدية. ولعل ما استجد في صناعة العقال هو تطوير أسلوب النسيج وابتكار نقشات وبرم ترتبط في بعض الأحيان بالمستويات الاجتماعية بمن يلبس العقال، والعقال قديما كان عبارة عن عرج للجمال وكان يوضع على الرأس في حالة عدم الاستخدام، وتطور ليكون جزء من الشماغ أو الكوفية وظهر العقال لاول مرة في بادية نجد وانتشار بعدها لباقي المناطق.
في العراق، تتميز المحافظات الوسطى (السماوة والرمادي مثلًا) بالعقال الرفيع الذي يُلبَس على الغترة البيضاء، بينما يُفَضل رجال المحافظات الجنوبية (الناصرية والبصرة مثلًا) العقال الغليظ.

## الأنواع
- الأسود والمصنوع من الصوف وشعر الماعز
- الأبيض، وفي العراق كان يرتديه أمراء قبيلة ربيعة[5]
- الزري ويتم ارتدائه في المناسبات والاحتفالات الوطنية.
- الوبر وهو المصنوع من وبر الجمال (ويكون لونه بني فاتح أو أبيض)
- العقال المقصب وهو العقال الحجازي المضلع[6] ويرتديه في الغالب الأعيان والأمراء وسمي بالمقصب لأنه يقصب بخيوط ذهبية أو فضية.
- المرعز (نسبةً لنوعٍ خاص من شعر الماعز المستحضر من بادية شمال العراق وسنجار[5][6]).

## التاريخ والمنشأ
يظهر في غابر التاريخ، بأن فكرةَ استخدام نسيجٍ ما لعصب رداء الرأس فكرة بالغة في القدم. إذ عُثر على أقدم منحوتة تُظهر رجلًا يرتدي ما يشبه الثوب وعقالًا على الرأس في منطقة 'قلبان بني مرة' في جنوب الأردن بسنة 2012 خلال بعثة أثرية في المنطقة من جامعة مؤتة، ولربما يُرجع هذا التمثال تاريخ ارتداء الثوب والعقال إلى ما بين 3000-4000 سنة ق.م، ويجعل من الجزيرة العربية الأصل لهذا الطراز من اللباس. وفي بقية الحضارات التاريخية في بلاد ما بين النهرين، وبفترات زمنية أحدث، تُظهر التماثيل والمسكوكات المكتشفة ارتداء ما يشبه العقال في تلك الحضارات كحضارة بابل وحضارة عيلام في منطقة الأحواز. أما في العصور العربية/الإسلامية الأولى، ترد تسمية عِصَابة بمعنى (العِمامة وكلُّ ما يُعصَب به الرأس).
أمّا الإشارات القديمة لارتداء العقال بشكله الحالي، فإنها تظهر في شمال الجزيرة العربية في أوائل القرن الثامن عشر (1700 م /1100 هـ)،  في البدايات المبكرة للعصر الحديث، ويبدو بأن ارتداء العقال والغترة/الشماغ انتشر من وسط وشمال الجزيرة العربية إلى بقية العرب في آسيا. بمعنى آخر، يقول الباحثان بروس إنغم ونانسي لندسفارن-ترابر بأن العقال كان يتميز به العرب ذوي الثقافة البدوية في داخل الجزيرة العربية، من وسطها إلى شمالها، بينما امتاز العرب الحضر في مناطق محدودة من ضفتي الخليج العربي، وفي الحجاز واليمن والشام ومصر وأفريقيا بارتداء العمامة. يربط بعض الكتاب بين عقال الرأس وعقال الناقة إلا أن ذلك ربط لا تصحبه أدلة تاريخية.
من جانب متصل، تدل أغلب الرسوم والمنحوتات والمنمنات التاريخية على أن العرب كانوا يرتدون أنواعًا من العمائم بالإضافة إلى العقل، كما هو الحال في أجزاء واسعة من مصر اليوم، وفي السودان والصحراء الكبرى، وفي بعض مناطق الجزيرة العربية كالسعودية وعُمان والإمارات العربية المتحدة.

## آلبوم الصور

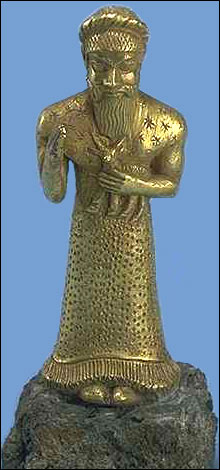
تمثال لرجل عيلامي عثر علیه في مدینة سوس في أقليم الأحواز العربية معتمرا العقال العربي كما وصفه عالم الآثار الآلماني ارنست هرتسفلد وعلى رأسه غطاء يشبه نقوش الشماغ/الكوفية.
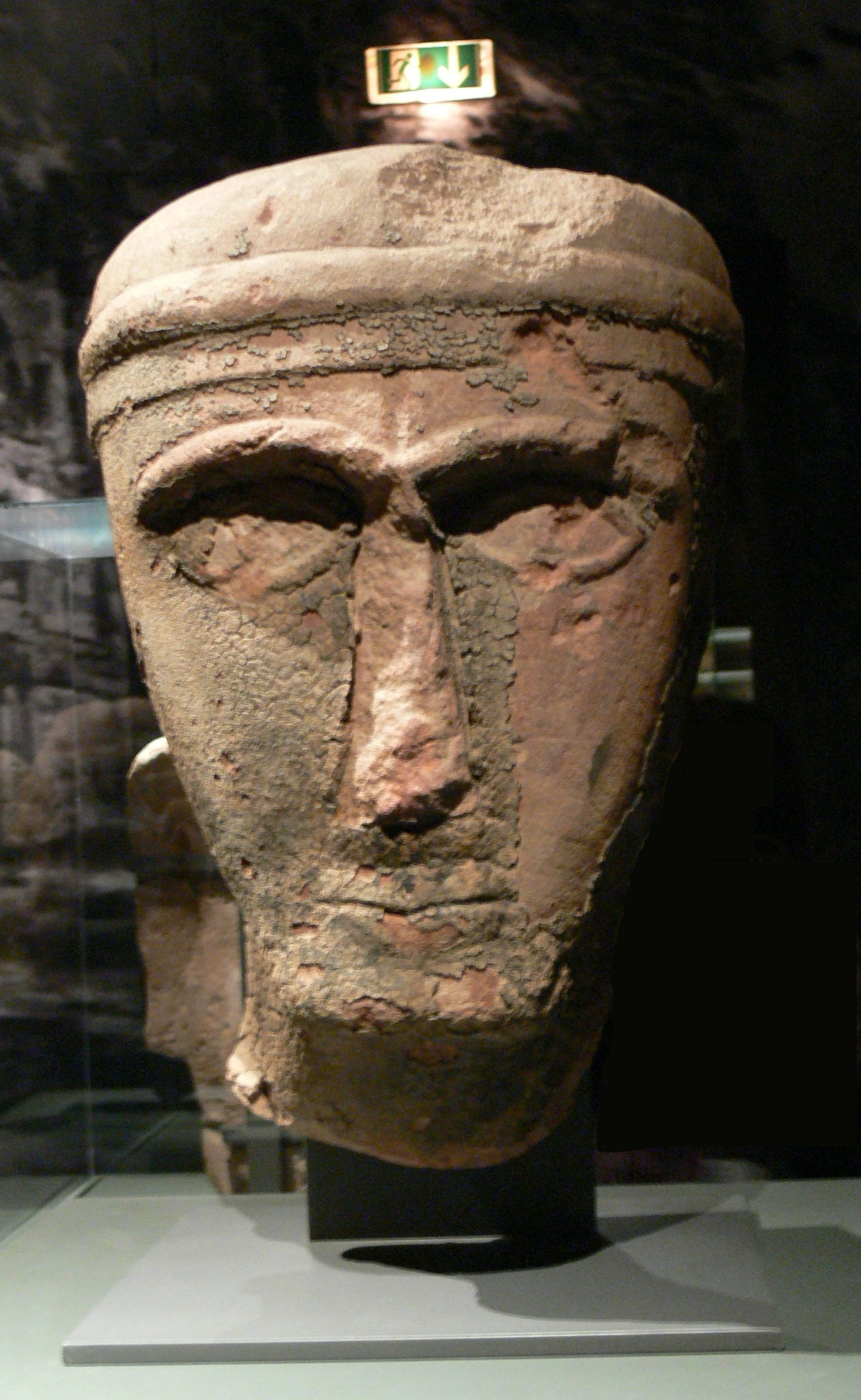
تمثال لرجل من حضارة لحيان العربية في السعودية معتمرا العقال العربي وعلى رأسه غطاء يشبه نقوش الشماغ/الكوفية.
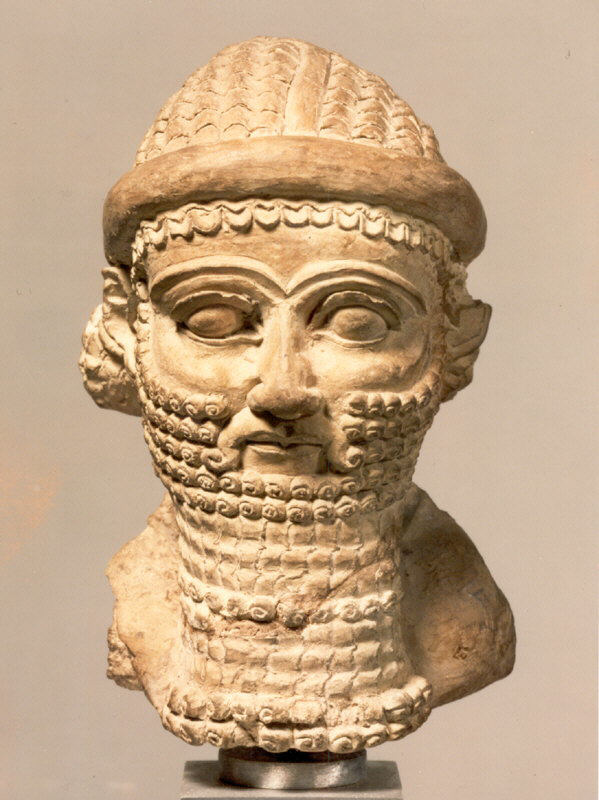
تمثال لرجل بابلي من حضارة الرافدين في القرن الثامن قبل المیلاد، معتمرا العقال العربي وعلى رأسه غطاء يشبه نقوش الشماغ/الكوفية، وهو تمثال معروض اليوم في متحف متروبولین للآثار في نيويورك.
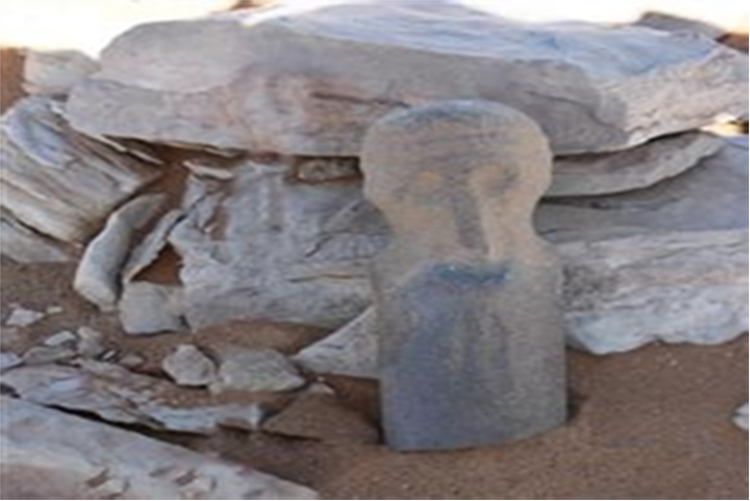
تمثال بازلتي يُؤرخ الى حوالي 4000 ق.م عُثر عليه في جنوب الأردن، ويلاحظ العقال على الرأس.
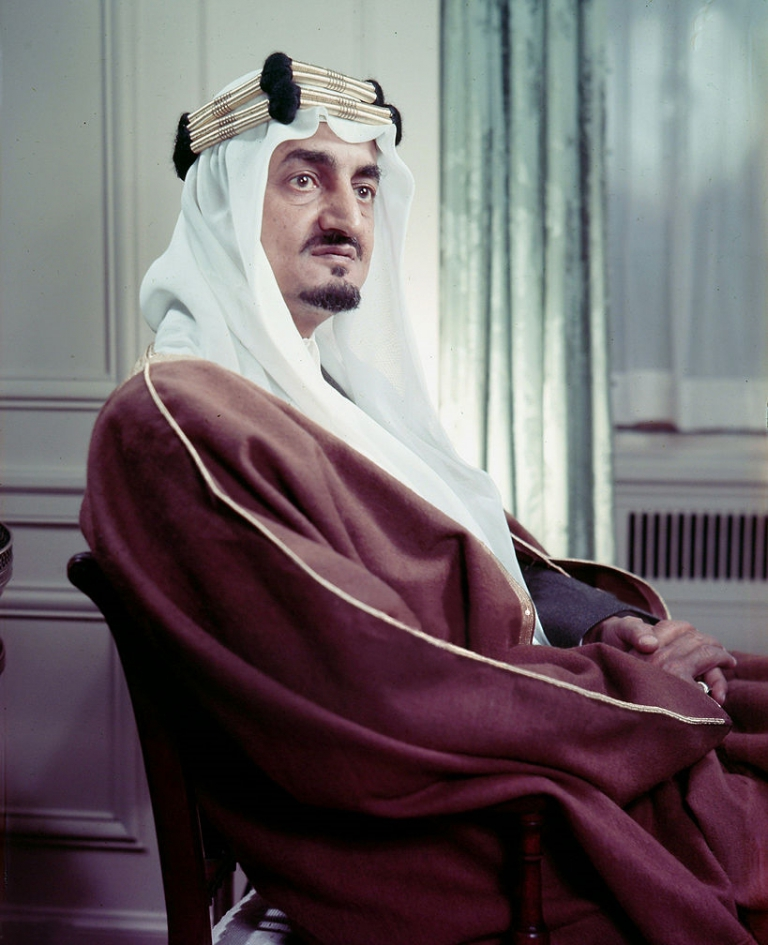
الملك فيصل بن عبد العزيز آل سعود معتمرا العقال المقصب.
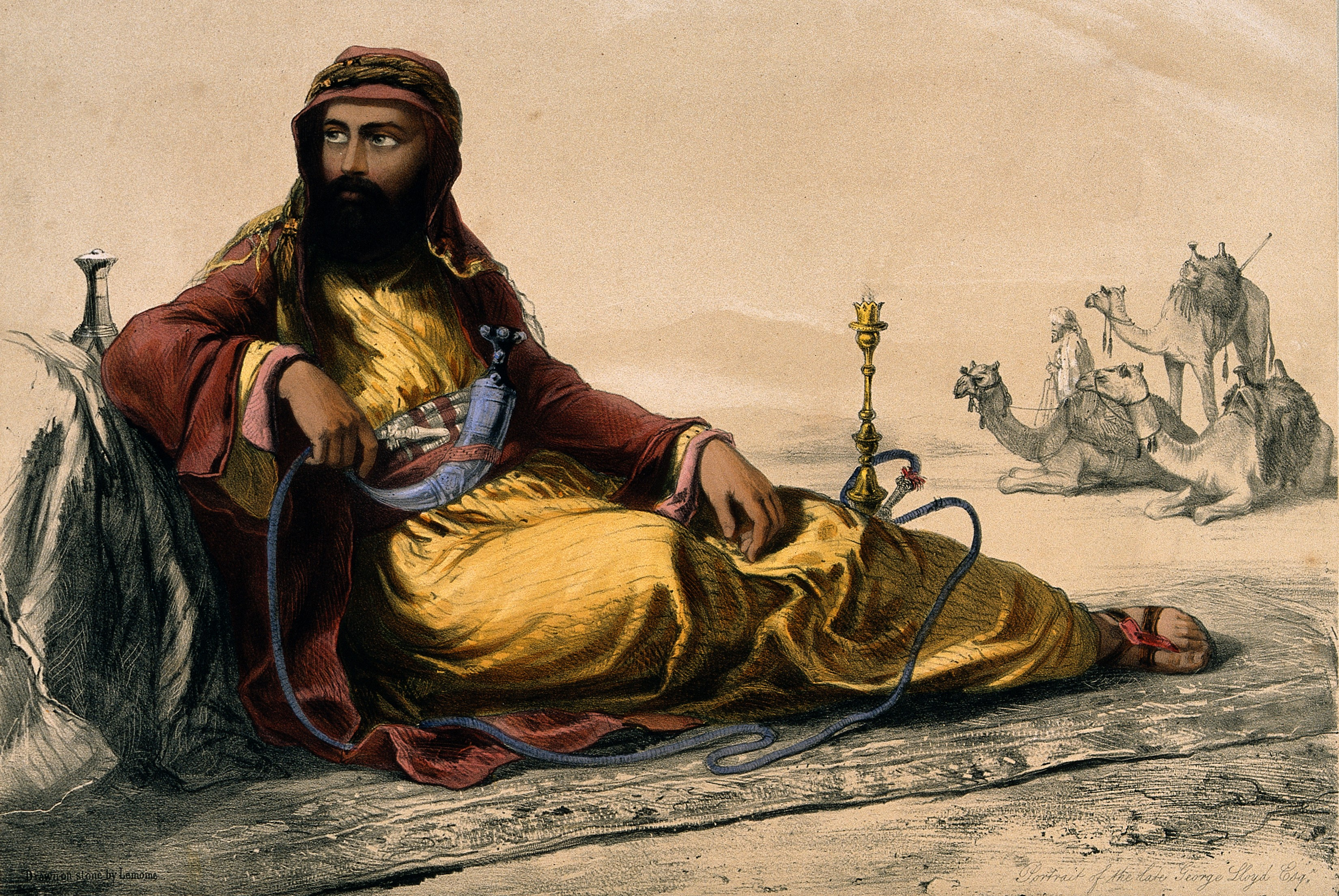
رسم لمستشرق بالزي العربي من سنة 1840 في مصر، يلاحظ بأنه يعتمر عقالًا مجدولًا.
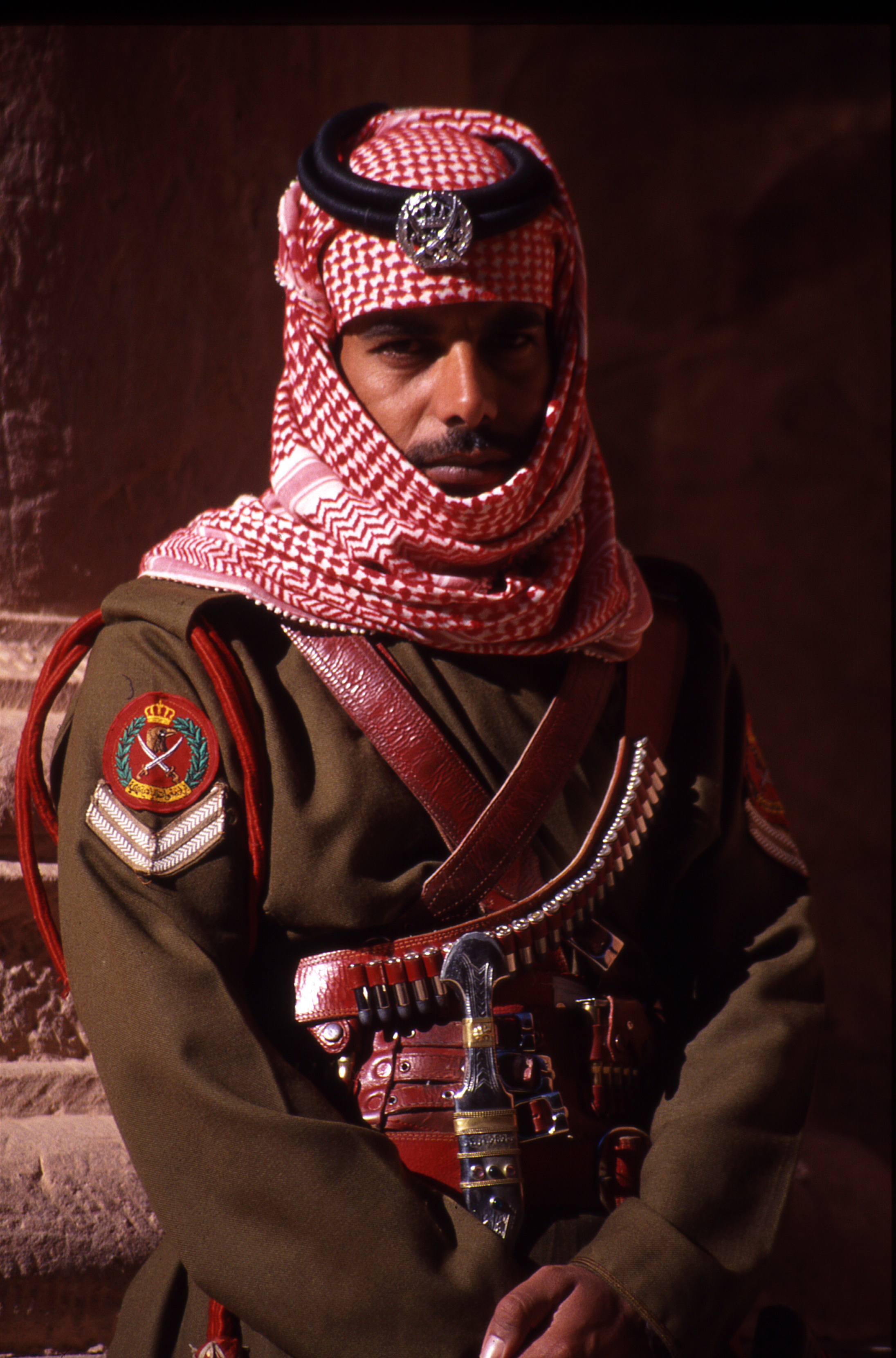
جندي أردني معتمرا العقال.